# Atlantic V
Atlantic V är en svensk ståltrålare i Grundsund, som byggdes 1988 av Smögens Plåt & Svetsindustri AB som Venus av Nogersund. Hon är verksam i räk- och fiskfiske i Skagerrak och Nordsjön. 
Efter tre år under svensk flagg 1988–1991 såldes hon 1991 till Peterhead i Skottland och omdöptes till Endevour PD. Från 1999 genomgick hon renovering i Urk i Nederländerna, med bland annat en förlängning med tre meter, och seglade därefter från 2000 under tysk flagg under namnet Maria av Emden.
År 2005 såldes hon till Grundsund och fick namnet Atlantic LL 628. 